# Robert Kirk
Robert Kirk (Aberfoyle, Perthshire, 9 de diciembre de 1644 –  Doon Hill, Stirling, 14 de mayo de 1692) fue un eclesiástico, demonólogo, filólogo experto en idioma gaélico escocés y folklorista escocés, famoso autor de The Secret Commonwealth, un tratado sobre los cuentos de hadas.

## Biografía

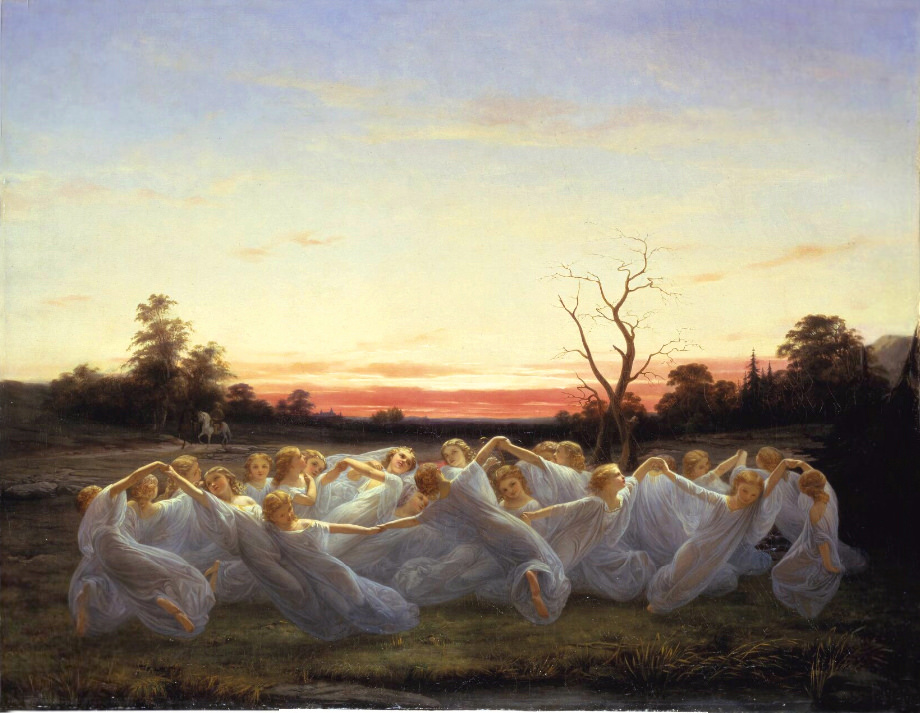
Baile de las hadas, por Nils Blommér (1816-1853).

El reverendo Robert Kirk nació probablemente en 1644 en Aberfoyle, Perthshire, cerca de Glasgow, en pleno centro de Escocia. Estudió  en la Universidad de Edimburgo y se graduó en Artes en 1661. En 1664 fue nombrado ministro en Balquhidder, Perthshire, y luego en Aberfoyle en 1685. Es autor de la primera versión poética completa de los Salmos en gaélico escocés, publicada bajo el título de Psalma Dhaibhidh an Meadrachd (Edinburgh, 1684). En 1689 vino a Londres para supervisar la impresión de la Biblia en gaélico del obispo ya fallecido William Bedell. Esta fue publicada en 1690. 
Kirk fue un estudioso de las supersticiones feéricas y escribió The secret commonwealth; or an essay on the nature and actions of the subterranean (and for the most part) invisible people heretofoir going under the name of faunes and fairies, or the lyke, among the low country Scots, as they are described by those who have the second sight (1691), traducido al español como La comunidad secreta; es un largo, desordenado y crédulo compendio de información sobre toda la mitología y folklore tradicional escocés sobre el "pueblo subterráneo" y la "segunda visión" o facultad mediúmnica que permitía a algunos escogidos, casi siempre séptimos hijos (él lo era) poder observarlos. Según la folklorista Katharine Briggs se trata de "una de las obras más importantes jamás escritas sobre la materia". Murió un año después, hay quien dice que en castigo por haber revelado los secretos de elfos, gnomos, hadas y otros longaevi. Es cierto que su muerte fue misteriosa (fue encontrado en la Fairy Knowey o "Colina de las hadas") y hubo quien creyó que su cadáver era el de un doppelgänger o doble.
Su tratado, hallado en la Advocate’s Library of Scotland, fue impreso por primera vez en 1815 bajo la supervisión del novelista Walter Scott. El archivo de Kirk se conserva en la Universidad de Edimburgo, incluyendo algunas obras inéditas como Advices to myself (1671); Notas a sermones predicados por Andrew Cant, 1663; Miscellaneorum liber, or excerptions of others being writings intermingled with private meditations, 1664-1669; una égloga y otros escritos alrededor de 1674 y dos copias de su mano de La comunidad secreta.

## La comunidad secreta
Kirk expone en este libro, a través de testimonios, su creencia en la existencia cierta de los "habitantes subterráneos" también llamados fairies (hadas), faunos o elfos. Sin ejercer una taxonomía rigurosa, explica por encima sus tipos, poderes o cualidades. El pueblo feérico posee un cuerpo aéreo y una naturaleza entre humana y angélica; viven bajo tierra y son anteriores a los propios seres humanos. 
También narra los testimonios de mujeres que en su época se dijeron secuestradas por los hadas mientras dejaban en su lugar un doble, lo que él llama changeling (en la tradición germánica son llamados doppelgänger) para que aparentasen ser ellas. Como las hadas suelen secuestrar mujeres que han dado a luz para amamantar a sus propios vástagos, cita la superstición apotropaica de colocar en la cama trozos de hierro para disuadirlos. Además de herir al ganado y robar la "esencia" de los alimentos, las hadas aparecen para anunciar hechos funestos, y de aquí el terror que suscitan en quienes poseen lo que llama "Segunda Vista".
Es ese el otro gran tema del libro junto con las hadas. De nuevo aporta continuos testimonios de la existencia de este don, que podríamos identificar con la capacidad mediúmnica: tiene la virtud de contemplar hechos ocurridos a gran distancia (incluso miles de kilómetros), ver el futuro (ya inmediato, ya distante) y percibir a la "gente pequeña" o  "pueblo subterráneo". Al final del segundo capítulo, Kirk se enfrasca en una polémica sobre si poseer la "Segunda Vista" es algo pecaminoso o no; concluye que es un don más de Dios y que como tal no tiene nada de demoníaco si no se usa para el mal.

## Obra
- The secret commonwealth; or an essay on the nature and actions of the subterranean (and for the most part) invisible people heretofoir going under the name of faunes and fairies, or the lyke, among the low country Scots, as they are described by those who have the second sight (1691), traducida al español por Siruela en 1993 con el título La comunidad secreta.
- Psalma Dhaibhidh an Meadrachd (Edinburgh, 1684).